# Weinstraße 9 (Volkach)

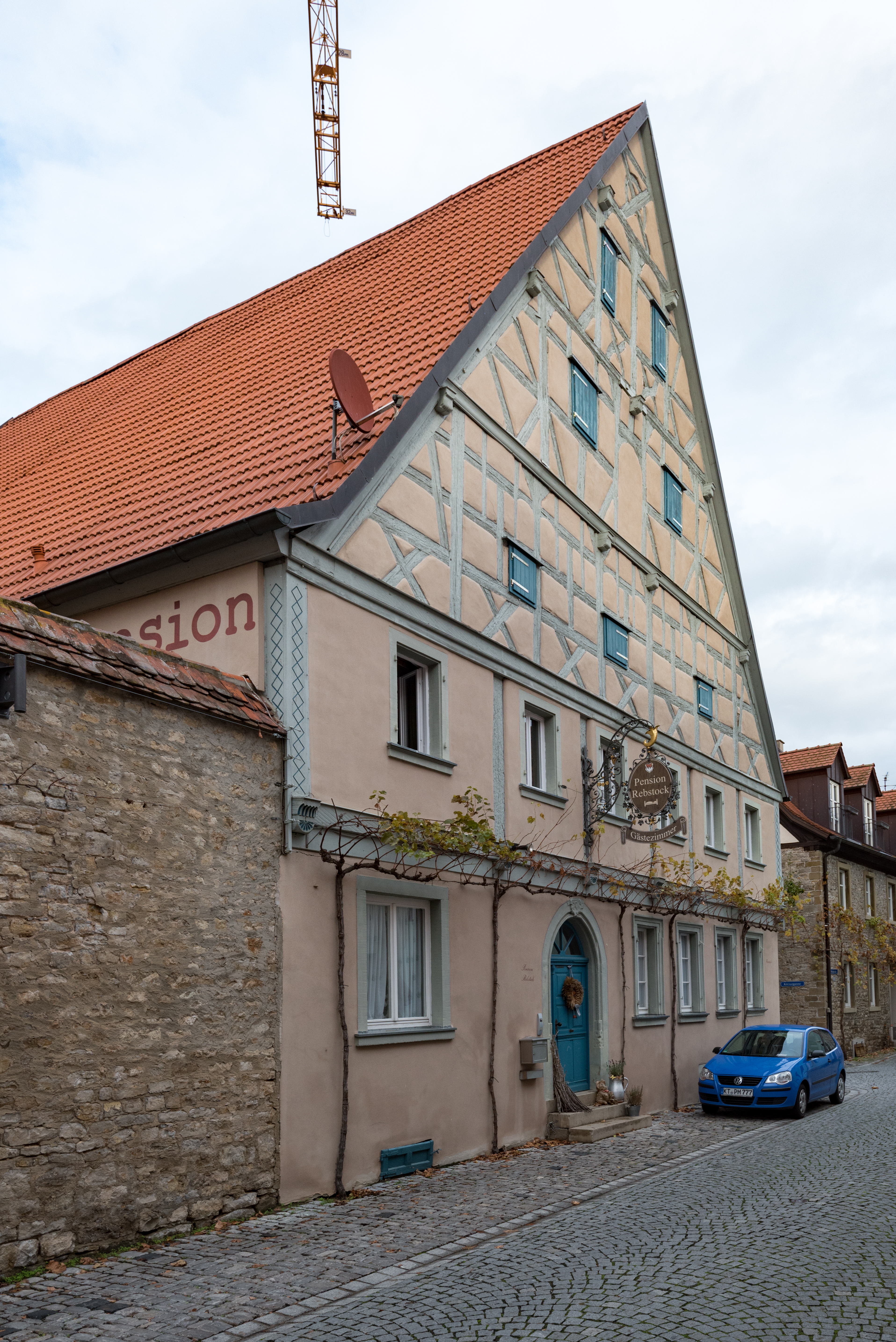
Das Haus in der Weinstraße 9

Das Haus Weinstraße 9 (früher Hausnummer 197) ist ein denkmalgeschütztes Gebäude in der Kernstadt der unterfränkischen Stadt Volkach. Heute ist eine Pension in den Räumlichkeiten zu finden.

## Geschichte
Das Haus in der heutigen Weinstraße 9 entstand in seinem heutigen Erscheinungsbild bereits am Ende des 16. Jahrhunderts. Die Kellergewölbe des Hauses sind jedoch älter, sodass eine Siedlungskontinuität bis ins Mittelalter rekonstruiert werden kann. Der repräsentative Bau war in der Vergangenheit immer wieder Wohnort der Volkacher Oberschicht. Erstmals genannt wurde das Anwesen im Jahr 1669. Damals lebte hier der Bürgermeister Jacob Pfriem, der 1669 und 1674 in dieses Amt gewählt wurde.
Im Jahr 1689 war das Wohnhaus unter den Söhnen des Jacob Pfriem geteilt worden. Johann Jacob Pfriem besaß das halbe Haus mitsamt der angebauten Scheune und dem Stall, wobei auch die zum Grundstück gehörenden Weinberge ihm zugesprochen worden waren. Seine Brüder Georg Sebastian und Johann Michael waren Eigentümer jeweils eines Viertels. Erst 1698 tauchte das Haus wieder ungeteilt in den Quellen auf. Damals besaß Johann Mathes Ludwig Leidner das Haus, zu dem nun auch ein Kelterhaus und ein kleines Gärtchen gehörten.
Zu einer Teilung des Grundstückes kam es neuerlich 1713. Christoph Welsch und der Haßfurter Stadtpfarrer Johann Christoph Hofhard teilten sich das Anwesen, wobei dem Pfarrer die Weinvorräte in den Kellern zugesprochen worden waren. Auch in der Folgezeit prägen häufige Besitzerwechsel die Geschichte des Hauses. 1730 ist die Witwe des Johann Gres hier nachzuweisen, 1736 besaß Melchior Bach das Haus. 1742 folgte ihm Hans Jörg Schneider und 1749 Johann Nicolaus Horn. Zwischen 1754 und 1771 ist Melchior Seubert und seine Familie nachweisbar. Seuberts Witwe veräußerte das Haus 1772.
Nun gelangte es an Michael Lermann, später an Bernard Fröhling. Mit Johann Landauer ist 1787 wiederum ein neuer Besitzer nachweisbar. Bemerkenswert ist, dass im Haus niemals eine Werkstatt bestand, sondern es immer als repräsentativer Wohnsitz der jeweiligen Besitzer genutzt wurde. Erst 1843 wurde in einer der Scheunen ein Schlachthaus untergebracht. Zu diesem Zeitpunkt bewohnte Johann Georg Lang, ein Bankmetzger, das Anwesen, verkaufte es jedoch noch im selben Jahr an Michael Erwin Melber.
Im Jahr 1881 gelangte die Familie Boll in den Besitz des Anwesens. Matthäus und Barbara Boll bewohnten das Wohnhaus, während auf dem Grundstück ein Keller, eine Kelter, das Schlachthaus, mehrere Ställe, eine Scheune sowie ein Hofraum bestanden. Noch 1897 ist Matthäus Boll in den Räumlichkeiten nachweisbar. Zeitweise lebte auch der Hefenhändler Pankraz Zeck im Haus, der die Räumlichkeiten wohl von Boll mietete. Seit 1951 besteht im Haus die Pension Rebstock der Familie Erhard.

## Beschreibung
Das Haus wird vom Bayerischen Landesamt für Denkmalpflege als Baudenkmal eingeordnet. Untertägige Reste von Vorgängerbauten sind als Bodendenkmal verzeichnet. Daneben ist es Teil des Ensembles Altstadt Volkach. Das Haus präsentiert sich als zweigeschossiges Giebelhaus in Ecklage. Das Erdgeschoss wurde massiv gebaut und besitzt ein Rundbogenportal mit einem Wappenstein im Scheitel. Es entstammt der Renaissance und weist eine reiche Profilierung auf. Die Fenster des Erdgeschosses sind mit geohrten Rahmungen errichtet. An der Traufseite ist ein Korbbogentor zu finden.
Das sechsachsige Obergeschoss kragt an der Westecke auf rundbogigen Konsolen nach vorne und besitzt verputztes Fachwerk. Das Haus schließt mit einem steilen Satteldach ab, im hohen Giebeldreieck ist das Fachwerk sichtbar. Das Haus weist zwei liegende Stühle auf. Zur Verzierung wurde ein Fries aus Andreaskreuzen angebracht. Die Giebelspitze besitzt dagegen mit Kreis genaste Kopfbüge, daneben brachte man Kopfstreben und verzapfte Ladetüren sowie Fußbügen an.